# 高田千明
高田千明（たかだ ちあき、1984年10月14日 - ）は、日本のパラ陸上競技選手（T11クラス）。2020年東京パラリンピック日本代表。2016年リオデジャネイロパラリンピック日本代表。東京都大田区出身。
ほけんの窓口グループ株式会社所属。

## 経歴
1984年10月14日生まれ、東京都大田区出身。先天性の黄斑部変性症により、18歳で全盲になる。学生時代は運動部に所属し、様々なスポーツを経験する。22歳で全国障害者スポーツ大会に出場したことをきっかけに、陸上競技を始めた。
23歳のときにデフリンピック日本代表で400mハードル日本記録保持者の高田裕士と結婚する。24歳には長男を出産した。
出産、子育てを理由にスポーツを諦めたくないという思いから、短距離走で2012年のロンドン大会出場を目指すが叶わなかった。翌年競技を走り幅跳びに変更し、2016年のリオデジャネイロ大会で8位に入賞した。
2019年5月、聖徳大学児童学部児童学科の客員教授に就任した。
2021年の東京大会では女子幅跳びで5位に入賞した。

## 主な成績
2011年
- IBSA 世界大会(トルコ,アンタルヤ)　女子200m 2位　女子100m 3位[5]

2013年
- IPC陸上競技世界選手権(フランス,リヨン)　女子走り幅跳び 6位[5]

2014年
- インチョン2014アジアパラ競技大会(韓国,インチョン）　女子走り幅跳び 2位　女子100m 予選敗退[5]

2015年
- IPC世界陸上競技選手権大会(カタール,ドーハ)　女子走り幅跳び 予選敗退　女子100m 予選敗退[5]

2016年
- リオデジャネイロパラリンピック（ブラジル,リオデジャネイロ）　女子100m 予選敗退　女子走り幅跳び 8位[8]

2018年
- インドネシア2018アジアパラ競技大会(インドネシア,ジャカルタ）　女子走り幅跳び 2位[9]

2019年
- 世界パラ陸上競技選手権大会(UAE,ドバイ)　女子走り幅跳び 4位[5]

2021年
- 第32回日本パラ陸上競技選手権大会(日本,東京)　女子100m 1位　女子走り幅跳び 1位[5]
- 2021ジャパンパラ陸上競技大会(日本,香川)　女子走り幅跳び(T11) 1位　女子100m(T11) 1位[10]
- 東京パラリンピック(日本,東京)　女子100m 予選敗退　女子幅跳び 5位[11]